# ستيفاني أندرسن
ستيفاني أندرسن (19 يونيو 1992 في الدنمارك - ) (بالدنماركية: Stephanie Andersen)‏ هي لاعبة كرة يد دانمركية.

## وصلات خارجية
- ستيفاني أندرسن على موقع الاتحاد الأوروبي لكرة اليد (الإنجليزية)